# Peter Carl Fabergé

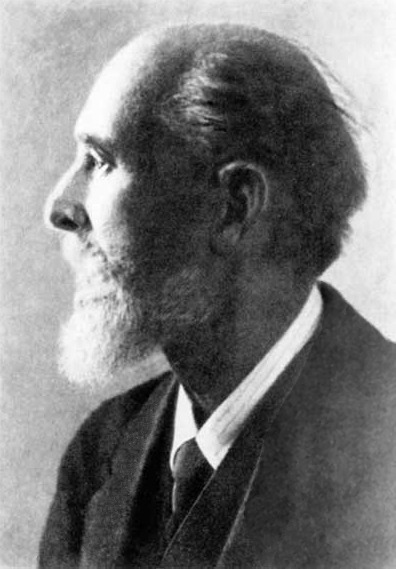
Peter Carl Fabergé

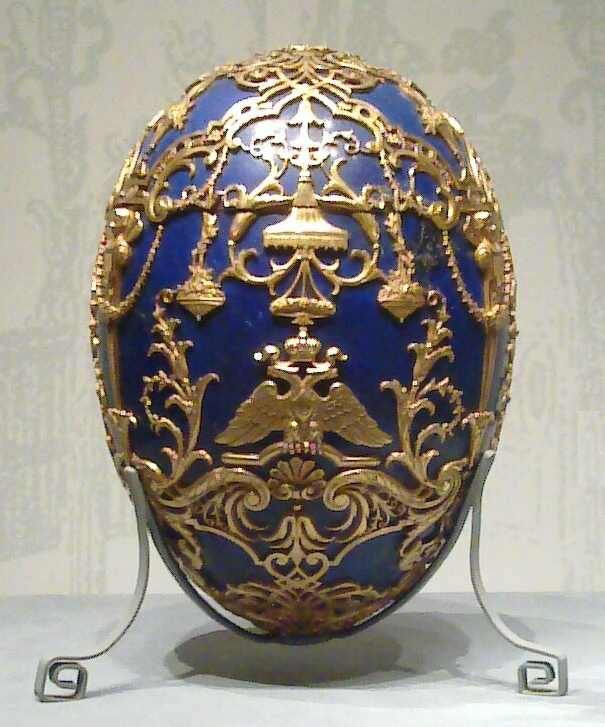
Jedno z jaj Fabergé

Peter Carl Fabergé, ros. Петер Карл Фаберже, właśc. Carl Gustawowicz Fabergé (ur. 18 maja?/30 maja 1846 w Sankt Petersburgu, zm. 24 września 1920 w Lozannie) – rosyjski jubiler i złotnik.
W kierowanej przez niego pracowni złotniczej powstały tzw. jaja Fabergé. Sam Peter Carl Fabergé nie był autorem projektów jajek wielkanocnych. Każdy projekt był mu przedstawiany i musiał zostać przez niego zaakceptowany. Autorami projektów byli pracujący w przedsiębiorstwie Fabergé złotnicy: Erik Kollin, Michał Perchin, Henryk Wigström, Alma Pihl. Autorstwo kilku jaj Fabergé pozostaje nieustalone.

## Życiorys
Peter Fabergé był synem Gustava Fabergé, urodzonego w 1814 roku w Parnawie (Pernau) na terenie dzisiejszej Estonii oraz jego żony Charlotte Jungstedt. Rodzina Fabergé ma hugenockie korzenie, w XVII wieku mieszkali w Pikardii.
W 1858 roku Peter Carl Fabergé rozpoczął naukę w gimnazjum św. Anny w Petersburgu. W roku 1860 wraz z całą rodziną przeprowadził się do Drezna. Już w 1861 roku rozpoczął naukę w szkole handlowej. Jednocześnie uczył się sztuki jubilerskiej, m.in. u złotnika Józefa Friedmana we Frankfurcie. W tym samym roku wraz z przyjacielem Juliuszem Butzem wyruszył w podróż czeladniczą po Europie, w czasie której odwiedzili Niemcy, potem Francję i Włochy.
W 1864 roku Peter Fabergé wrócił do Petersburga. Kontynuował naukę, między innymi zatrudniając się przy naprawach dzieł starego złotnictwa w Ermitażu. Prace te wykonywał za darmo. W roku 1870 zaczął pracować w przedsiębiorstwie należącym do ojca. Już w 1872 roku przejął kierownictwo firmę ojca. W latach 1872–1880 całkowicie zmodernizował pracownię złotniczą i salon handlowy. Po roku 1882 wprowadził do asortymentu wyrobów przedmioty wykonane w charakterystycznym stylu, zw. „stylem Fabergé”.
W 1885 roku przedsiębiorstwo Fabergé zaprojektowało dla Aleksandra III pierwsze jajko wielkanocne. Zostało ono podarowane cesarzowej Marii Fiodorownej. Od tego czasu każdego roku zakład Fabergé wykonywał jedno jajko na zamówienie cesarza. Od roku 1896 przedsiębiorstwo wykonywało dwa jajka dla następnego cesarza Mikołaja II. Były one przeznaczone dla żony cesarza Aleksandry Fiodorownej i dla matki cesarza Marii Fiodorownej. W latach 1904–1905 dwór cesarski nie zamówił jajek z powodu wprowadzonych oszczędności i kryzysu spowodowanego wojną. Dwa jajka wielkanocne wykonane dla cesarza w roku 1917 nie zostały dostarczone.
Przedsiębiorstwo Fabergé otrzymało liczne nagrody na wystawach sztuki i rzemiosła: w roku 1882 w Moskwie, w 1885 w Norymberdze, w 1888 w Kopenhadze, w 1900 w Paryżu, w 1903 w Petersburgu. W roku 1887 przedsiębiorstwo otworzyło salon i pracownię złotniczą w Moskwie, w roku 1900 w Odessie i w roku 1903 w Londynie.
Zakład Fabergé zyskał dużą sławę w Rosji i całym świecie. Był złotnikiem dworów królewskich w Anglii, Rosji, Bułgarii, Danii, Syjamie, Szwecji, Finlandii i Norwegii. W 1895 i 1896 roku przedsiębiorstwo zatrudniało we wszystkich oddziałach około 450 wykwalifikowanych pracowników, i bardzo wielu uczniów. W pracowni w Petersburgu pracowało 25 maszyn i pięć pieców do wytopu metali. Wartość rocznej produkcji wynosiła ponad 400 tysięcy rubli. Szacuje się, że w okresie od 1872 do 1917 przedsiębiorstwo Fabergé wytworzyło około 150 tysięcy dzieł. Nieomal każdy przedmiot zaprojektowany i wytworzony w pracowniach przedsiębiorstwa jest unikatowy. Powtórzone modele należą do wielkiej rzadkości.
Do najważniejszych dzieł firmy należy wykonana w 1900 roku neogotycka zastawa stołowa Aleksandra i Barbary Kelchów. Była ona najdroższym produktem ze srebra wykonanym w okresie działalności pracowni.
W roku 1918 w efekcie przewrotu bolszewickiego Fabergé był zmuszony zamknąć pracownię i sklep w Petersburgu. We wrześniu 1918 opuścił Rosję sowiecką. Wyjechał do Niemiec i potem do Szwajcarii, gdzie zmarł w Lozannie. Pochowany w Cannes na cmentarzu Grand Jas.
Peter Carl Fabergé miał czterech synów: Eugène’a (1874–1960), Agathona (1876–1951), Aleksandra (1877–1952) i Nicholasa (1884–1939).